# Monolepta merah
Monolepta merah is een keversoort uit de familie bladkevers (Chrysomelidae). De wetenschappelijke naam van de soort werd in 1993 gepubliceerd door Mohamedsaid.